# Jochen Pietzsch

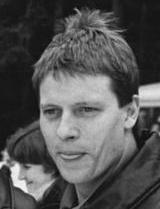
Jochen Pietzsch (1984)

Jochen Pietzsch (* 1. Dezember 1963 in Halle (Saale)) ist ein ehemaliger deutscher Rennrodler.
Der für den ASK Vorwärts Oberhof startende Thüringer wurde zusammen mit Jörg Hoffmann bei den Olympischen Spielen 1988 in Calgary Olympiasieger im Doppelsitzer. Außerdem feierten die beiden zahlreiche weitere Erfolge wie den dreimaligen Erfolg bei Weltmeisterschaften. Jochen Pietzsch arbeitet als Lehrer für Sport an einer Thüringer Gemeinschaftsschule. Mit seiner Frau Kerstin Moring hat er eine Tochter.
1988 wurde er für seinen Olympiasieg mit dem Vaterländischen Verdienstorden in Gold ausgezeichnet.

## Erfolge

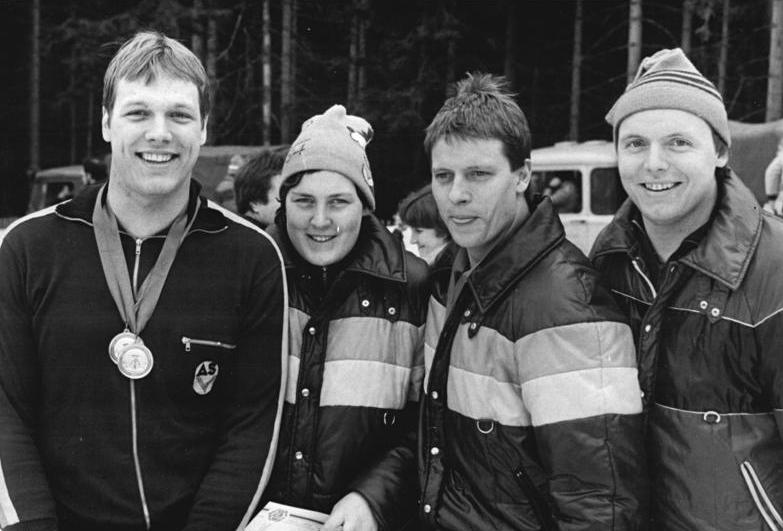
Die Titelträger der DDR-Meisterschaften im Rennrodeln 1984: Michael Walter, Bettina Schmidt, Jörg Hoffmann, Jochen Pietzsch

- 1983 Weltmeisterschaften: 1. Platz
- 1984 Olympische Spiele in Sarajevo: 3. Platz
- 1985 Weltmeisterschaften: 1. Platz
- 1986 Europameisterschaften: 2. Platz
- 1987 Weltmeisterschaften: 1. Platz
- 1988 Olympische Spiele in Calgary: 1. Platz
- 1990 Europameisterschaften: 1. Platz

### Weltcupsiege
Einzel
| Nr. | Datum         | Ort          | Bahn                                              |
| --- | ------------- | ------------ | ------------------------------------------------- |
| 1.  | 6. März 1983  | Oberhof      | Rennrodelbahn Oberhof                             |
| 2.  | 8. Jan. 1984  | Hammarstrand | Bobbahn Hammarstrand                              |
| 3.  | 4. März 1984  | Oberhof      | Rennrodelbahn Oberhof                             |
| 4.  | 24. Feb. 1985 | Königssee    | Kombinierte Kunsteisbahn am Königssee             |
| 5.  | 10. März 1985 | Oberhof      | Rennrodelbahn Oberhof                             |
| 6.  | 23. Feb. 1986 | St. Moritz   | Olympia Bob Run St. Moritz–Celerina               |
| 7.  | 21. Feb. 1987 | Calgary      | Bob- und Rennschlittenbahn im Canada Olympic Park |
| 8.  | 7. Jan. 1990  | Oberhof      | Rennrodelbahn Oberhof                             |
| 9.  | 2. Dez. 1990  | Oberhof      | Rennrodelbahn Oberhof                             |
| 10. | 8. Dez. 1990  | Königssee    | Kunsteisbahn Königssee                            |